# Red的梦
《Red的梦》（英語：Red's Dream），是皮克斯动画工作室制作的第二部动画短片，制作发行于1987年，由编导。技术上短片开拓了夜景的制作，增加了下雨的场景，第一次尝试了人物角色设计，小丑形象尽管在今天看来看起来还没有多少表情，动作也显得僵硬，但是按照当时的计算机硬件水平和处理能力，应该算是同时期的上称作品了。

## 剧情

Red成功表演获得热烈掌声

该片的背景是一个雨夜，在一家名叫埃本的自行车店里，有一辆打折出售的独轮车。外面风雨交加，车店里面也有漏雨，倒在墙角待售的红色独轮车在这个夜晚进入梦乡。
在梦里，独轮车在马戏团工作，他的伙伴是马戏团耍球的小丑。小丑骑着独轮车手里还同时耍着三个不同颜色的球。独轮车想象他自己也可以玩杂耍而且比小丑玩的还要好，这样他就成了焦点，得到热烈的掌声。
独轮车从小丑屁股底下抽身出来，这样小丑就悬在空中，他们两个同时表演，而小丑还一无所知，等他发现的时候才突然掉到地上，那下面就是独轮车的表演时刻了。他作出很多高难度的杂耍动作，最后让三个球同时立到他的脚踏板上。表演完毕，掌声响起。独轮车弯腰致谢。
这时他的梦醒了，他又不得不面对自己廉价出售的事实。不得不沮丧的回到墙角，等待命运的安排。

## 获奖
- 旧金山国际电影节电脑综合影像奖
- 奥地利Prix Ars Elcetronica电影节的金尼卡斯奖

## 其他
- 该片中出现的埃本的自行车店是皮克斯动画工作室另一部短片《小雪人大行动》（Knick Knack）的技术导演Eben Ostby。
- 该片中在马戏团舞台中央的地板上出现的图案和皮克斯的前一部短片小台灯中的球的图案一样。这个球多次出现在皮克斯各种影片中，被称为皮克斯球。
- 该片中展示了皮克斯第一个具有人形的角色，小丑。（短片：安德鲁和威利B的冒险（The Adventures of André and Wally B）是皮克斯作为乔治·卢卡斯电影公司下的电脑部时完成的作品，严格来说不算皮克斯的作品）